# Aire marine protégée de la région de la mer de Ross
 (décembre 2017).
L'aire marine protégée de la région de la mer de Ross, en anglais Ross Sea Region Marine Protected Area, est une proposition d'aire marine protégée d'Antarctique située principalement dans la mer de Ross dont la création pour décembre 2017 est annoncée fin octobre 2016. Elle s'étendrait sur 1,55 million de kilomètres carrés en englobant la mer de Ross dont sa barrière de glace, une partie de la mer Dumont-d'Urville, les îles Balleny et l'île Scott, le tout en trois secteurs distincts ; elle constituerait ainsi la plus grande zone de protection maritime au monde.
Bien que prévue pour n'exister que 35 ans, cette aire protégée vise à interdire toute intervention humaine, y compris la pêche, qui mettrait en péril l'écosystème de cette région australe.